# Hells Angels au Québec

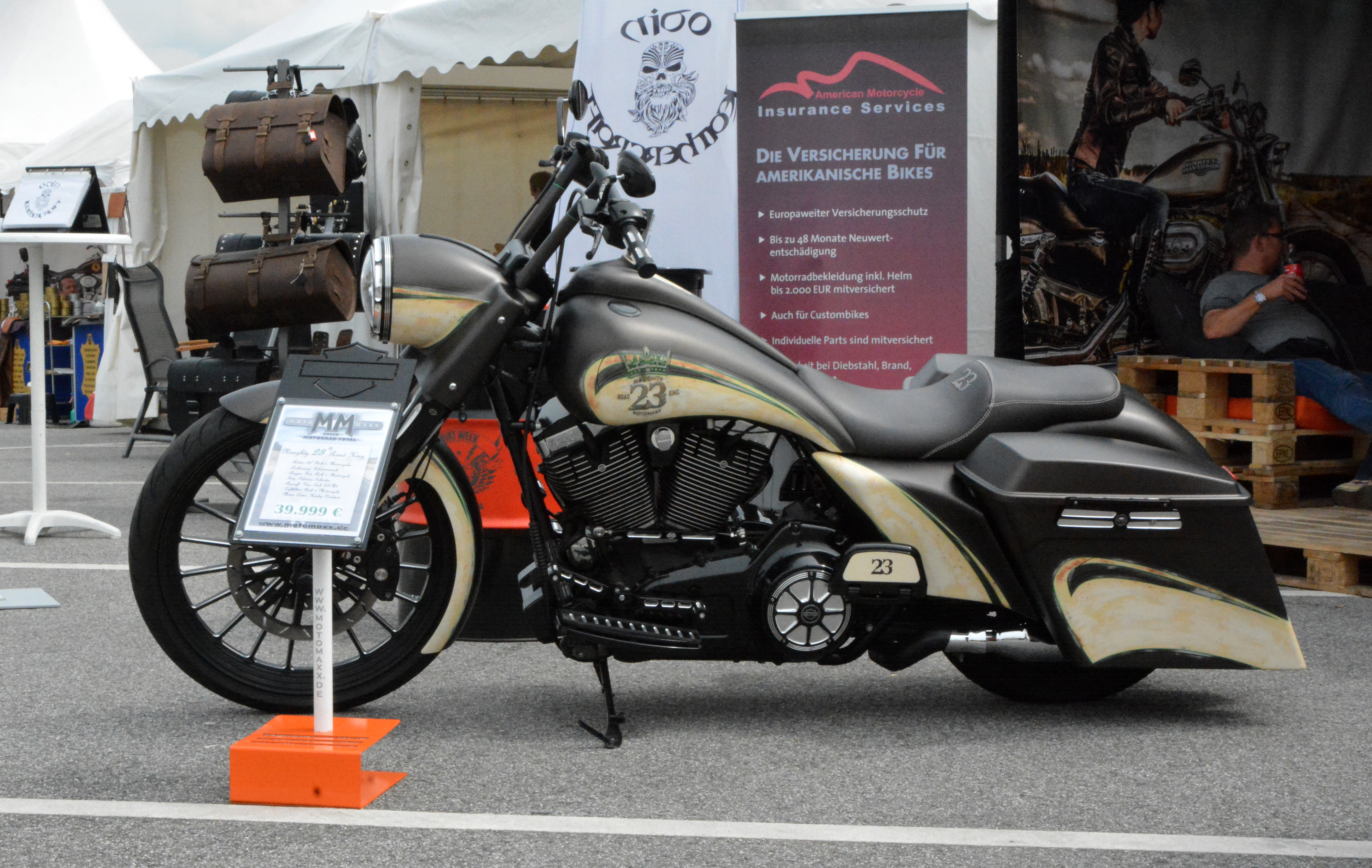
Les Hells Angels utilisent des Harley-Davidson

Les Hells Angels du Québec sont considérés comme l'organisation criminelle la plus puissante et influente du territoire. Ils contrôleraient le trafic de stupéfiants dans la province. Il existe 5 chapitres de Hells Angels: Le south (Longueuil, rive-sud), le chapitre de Trois-Rivières, le chapitre de Québec, le chapitre de Sherbrooke et celui de Montréal.

## Histoire
Le 5 décembre 1977, trente-cinq membres des Popeyes, un club de motards de Montréal, adoptent les couleurs des Hells Angels et forment le premier chapitre canadien, basé à Sorel,. Le 14 août 1979, le chapitre Nord est créé à Laval lors du scindage du chapitre de Montréal, devenu trop important. 

### Massacre de Lennoxville
En 1985, le chapitre de Laval, également appelé chapitre Nord, est accusé par d'autres membres des Hells Angels de dissidence, de consommation excessive de cocaïne et de dettes importantes envers certains membres de l'organisation et un gang associé,. Le 24 mars, cinq de ses membres sont convoqués au local du chapitre de Sherbrooke, dans l'arrondissement Lennoxville, où ils sont abattus,. Leurs corps, placés dans des sacs de couchage lestés de blocs de ciment, sont jetés dans le fleuve Saint-Laurent et repêchés en juin de la même année par les plongeurs de la police,. L'épisode, connu sous le nom de massacre de Lennoxville, entraîne la dissolution du chapitre Nord et mène à de nombreuses arrestations,.

### Guerre des motards (1994-2002)
Sur le territoire québécois, il y a eu plusieurs conflits impliquant les Hells comme celui contre les Outlaws et les Rock Machine. En 1994, les Hells entrent en guerre contre les Rock Machine. Durant cette guerre, le chef des Hells Angels crée le premier chapitre Nomads au monde. La guerre dure jusqu'en 2002, avec un bilan de 150 morts, 181 tentatives de meurtre, 9 disparus et 84 incendies criminels. Les Rock Machine perdent la guerre et certains deviennent des Hells Angels. Le 18 octobre 2008, le bunker du chapitre de Sorel est détruit par le feu à l'aide d'un camion-citerne. Les Hells Angels étaient notoirement établis dans cet immeuble depuis 1977. Cet incendie criminel ne visait pas le club, le mobile était plutôt une vengeance personnelle à l'endroit d'un membre dans une histoire de triangle amoureux. Le 30 juin 2021, le bunker du chapitre de Sherbrooke est détruit par la ville. Cependant, le chapitre sherbrookois a racheté en 2022 un terrain de la municipalité de St-Denis-de-Brompton, et un important rassemblement y a eu lieu le 6 mai 2023, officialisant cette propriété.

### Opération SharQc
En 2009, lors d'une opération d'envergure, l'Opération SharQc, différents corps policiers canadiens procèdent à plus de 117 arrestations et les cinq chapitres sont fermés. SharQc a permis d'arrêter 156 sympathisants des Hells, dont 111 membres à part entière, soit la quasi-totalité des membres québécois. Des suspects ont aussi été arrêtés au Nouveau-Brunswick, en France et en République dominicaine. Les « bunkers » des cinq chapitres de l'organisation au Québec ont été saisis ainsi que des armes et d'importantes quantités de drogues. L'opération a été lancée après trois ans de travail d'environ 200 enquêteurs.
Sur les 156 accusés, 107 ont plaidé coupables à une accusation de complot pour meurtre et 2 pour une accusation de meurtre. 37 accusés ont été blanchis en raison de vices de procédure ou de délais jugés déraisonnables, dont 5 accusés de meurtre en plus de 35 condamnés dont les peines ont été réduites pour les mêmes raisons. Enfin, 4 accusés sont morts avant la fin des procédures. Le mégaprocès s'est terminé en septembre 2016,.
En avril 2011, des « Hells Angels et leurs sympathisants » ont tenté de faire cesser les procédures judiciaires à leur encontre en faisant entendre leurs arguments au juge James Brunton de la Cour supérieure du Québec. En mai 2011, le juge a ordonné la libération de « 31 membres présumés des Hells Angels arrêtés en avril 2009 ». Selon Brunton, les délais pour juger ces personnes sont trop longs. En septembre 2011, des journalistes affirment qu'il existe des « liens entre l'entreprise de construction du gendre du juge James Brunton et le chef des Hells Angels, Normand Ouimet »
En juin 2012, les frais d'avocats s'élèveraient à 6 millions $ CA, alors que le procès en est à l'étape du processus de sélection des jurés.
Le 9 octobre 2015, le juge James Brunton ordonne la libération de 5 suspects accusés de meurtre en évoquant « un grave abus de procédure ».
En août 2018, le « Canada Run » (grand-messe des Hells Angels canadiens) se tient à Saint-Charles-sur-Richelieu, au Québec. C'est l'occasion pour le club de faire étalage de sa puissance recouvrée, après le coup dur de SharQc.
En septembre 2018, 19 Hells Angels arrêtés en 2009 poursuivent le Québec pour 50 millions de dollars.

### Guerre des stupéfiants
Au Québec, les Hells Angels ont été impliqués dans plusieurs conflits violents, particulièrement en lien avec le contrôle du trafic de stupéfiants. L'un des événements récents les plus marquants a été la guerre des stupéfiants entre les Hells Angels et le groupe Blood Family Mafia (BFM), un groupe de trafiquants indépendants. Ce conflit, qui a débuté lorsque le BFM a refusé de payer une redevance de 10 % aux Hells Angels, a conduit à une escalade de violence dans plusieurs régions de la province, notamment à Québec, Lévis et Saguenay. L'intensification des tensions a conduit à une série d'opérations policières, dont l'opération Scandaleux, lancée au printemps 2024 pour contrer ce conflit et réduire la violence associée au crime organisé.
L'opération Scandaleux, coordonnée par la Sûreté du Québec (SQ), a impliqué plus de 300 policiers et s'est étendue à plusieurs régions du Québec. Du 22 au 29 février 2024, cette opération a permis l'arrestation de 32 individus et la saisie d'armes à feu, de stupéfiants et de preuves liées à des actes criminels comme des séquestrations, des enlèvements, des incendies criminels, et des tentatives de meurtre,. Ces arrestations ont ciblé principalement les membres du groupe BFM, mais ont également mis sous pression les Hells Angels, qui se trouvent désormais dans le collimateur des autorités pour leur rôle dans ces violences.
Les policiers ont mené des perquisitions dans plusieurs villes, dont Montréal, Longueuil, Saguenay et Sept-Îles, où de nombreux suspects ont été arrêtés et accusés de crimes graves, incluant le trafic de stupéfiants et des actes de violence armée. Le coût de l'opération a été estimé à plus d'un million de dollars, principalement en raison des heures supplémentaires des policiers et des ressources mobilisées. En dépit de cette intensification des efforts, les autorités ont indiqué, lors de leur point de presse du 29 février 2024, que le travail n'était pas terminé et que d'autres arrestations étaient à prévoir à court terme.
Ces opérations font partie d'une stratégie plus large visant à maintenir une pression constante sur les groupes criminels et à rétablir l'ordre dans les zones touchées par le trafic de stupéfiants. Elles s'inscrivent dans la stratégie CENTAURE de la SQ, qui vise à déstabiliser les réseaux criminels et à protéger la population contre la violence armée.

## Membres notoires
- Maurice « Mom » Boucher (1953-2022) : ancien chef des Nomads, il est l'un des chefs des Hells pendant la guerre des motards du Québec et il est condamné à la prison à vie pour le meurtre de deux gardiens de prison. Il meurt en prison le 10 juillet 2022 des suites d'un cancer[26].
- Yves « Apache » Trudeau (1946-2008) : membre fondateur du chapitre Nord
- René « Balloune » Charlebois (1965-2013) : membre des Nomads et proche de Maurice « Mom » Boucher. Il meurt par suicide en 2013 après s'être évadé de prison et avoir enregistré un testament en vidéo[27].
- Gregory Woolley (1972-2023) : membre d'un défunt club-école des Hells Angels. Il est parrainé directement par Maurice Boucher qui l'apprécie beaucoup. Woolley est admis au sein du club-école seulement, car les Hells Angels sont à l'origine un club suprématiste-blanc. Seuls les blancs peuvent porter les couleurs des Hells Angels. Le club-école permet de contourner cette règle qui est décidée par le "grand club" aux États-Unis. Cela n'empêche pas Woolley de développer de fortes relations avec plusieurs Hells Angels au fil du temps. Il meurt tué par balles en novembre 2023 dans ce qui ressemble à une purge interne au sein de la mafia montréalaise[28].
- Normand « Casper » Ouimet (1969-) : membre du chapitre de Trois-Rivières, il est condamné en 2014 à 27 ans de prison. Il est libéré sous contraintes en septembre 2023.
- Michel « Doune » Guérin : ex-membre des Hells et ancien chef d'un défunt club-école, il continua cependant d'entretenir d'excellents liens avec ses confrères. Il est assassiné dans sa résidence en novembre 2023 alors qu'il est impliqué dans un conflit armé[29].
- Marc « Tom » Pelletier : un des membres fondateurs du chapitre Québec City des Hells Angels[30].
- Mathieu Pelletier : Fils de Marc, il gravit les échelons dans un club-école des Hells, les Red Devils, et devient par la suite un membre des Hells Angels. Pelletier est impliqué dans un conflit armé avec des trafiquants indépendants du Blood Family Mafia dont Dave Turmel[30],[31].
- Mario « Banane » Auger: membre en règle du chapitre de Québec depuis 1998. Il était le sergent d'armes pendant la guerre des motards. En 2023-2024, Auger est impliqué dans un conflit impliquant le Blood Family Mafia[32].